# ViennaGIS
ViennaGIS ist das Geografische Informationssystem (GIS) der Stadt Wien. Es stellt eine umfassende und nachhaltige Geodaten- und Geodienste-Infrastruktur für die Wiener Stadtverwaltung, die Wirtschaft, aber auch für alle an Geoinformation interessierten Bürger bereit. ViennaGIS umfasst einen großen Datenpool an geografischen Daten (ViennaGIS-Geodatenhaushalt), eine Infrastruktur, um auf diese Daten über elektronische Kommunikationsdienste zugreifen zu können, Applikationen zur Bearbeitung, Visualisierung und Analyse der Geodaten sowie Schnittstellen und Lizenzmodelle zu deren Bezug.

## Entstehungsgeschichte
Bereits in den 1970er-Jahren wurde in der Wiener Stadtverwaltung der Grundstein für den Aufbau einer geografischen Datenverarbeitung gelegt. Einer der Auslöser für die neuen Aufgaben war der zunehmende Bedarf an regionalen Analysen. Wurde in den Anfängen noch manuell digitalisiert, konnte man bald auch wegen Neuentwicklungen auf dem Gerätesektor Daten mit Originalgenauigkeit erfassen und elektronisch speichern.
Als erstes Großprojekt wurde ein generalisiertes Bezugssystem digitalisiert – das so genannte Räumliche Bezugssystem Wien (RBW). Noch in den 1970er-Jahren hatte man damit begonnen, auf Grundlage von Luftbildaufnahmen, Computerstadtkarten zu erstellen. Um die Lagefehler zu verringern, wurde der Straßenraum zur Gänze neu vermessen. Dieses Großprojekt Mehrzweckstadtkarte (MZK) wurde gemeinsam mit der Stadtvermessung MA 41 verwirklicht. Das Ergebnis war eine topografische Kartengrundlage mit hoher flächendeckender Qualität.
Seit dem Aufkommen der Internet-Technologie und der Verfügbarkeit der ersten Internet-Browser im Jahr 1995 stellt ViennaGIS zahlreiche Geodaten über Schnittstellen und Applikationen im Internet frei zur Verfügung.

## ViennaGIS Geodatenhaushalt
Heute verfügt die Stadt Wien mit dem ViennaGIS Geodatenhaushalt über einen umfassenden Geodatenpool, der vom IKT-Dienstleister der Stadt Wien zentral verwaltet, von den für die jeweiligen Geodaten verantwortlichen Dienststellen dezentral aktualisiert wird.
Im Rahmen von Open Government Data können nahezu alle Geodaten des ViennaGIS Geodatenhaushaltes, sofern diese keinen Schutzrechten unterliegen, kostenlos bezogen und weiterverarbeitet werden.

## ViennaGIS im Internet
Auf der ViennaGIS-Homepage sind alle ViennaGIS Internetdienste zusammengefasst. Die mit Abstand erfolgreichste GIS Applikation ist der Stadtplan, welcher täglich bis zu 100.000 mal genutzt wird. Vor allem die Fachapplikationen wie beispielsweise Umweltgut, Kulturgut bzw. der Flächenwidmungs- und Bebauungsplan bieten Zugriff auf aktuelle Geofachdaten der Wiener Stadtverwaltung. Die ViennaGIS-Infrastruktur stellt sicher, dass die Daten des ViennaGIS-Geodatenhaushaltes sowohl Stadt Wien intern effizient genutzt als auch über Schnittstellen sowie Applikationen extern im Internet zugänglich gemacht werden können.
ViennaGIS ist zusammen mit den anderen Ländern Österreichs Partner im Geodatenverbund geoland.at der österreichischen Länder.
Mit basemap.at haben die Länder in den Jahren 2012 bis 2014 eines der mittlerweile meistgenutzten Open Government Data Produkte geschaffen.
Gemeinsam mit Niederösterreich und dem Burgenland betreibt das Land Wien einen Verkehrsdatenverbund. Dieser ist unter anderem die Basis für den intermodalen Verkehrsrouter AnachB.at.